# Anthro
Anthro est une série préhistorique créée en 1968 par Howard Post pour le compte de DC Comics.

## La série
DC Comics confie à Howie Post la conception et réalisation d’une bande d’aventures comiques qui doit paraître en 1968. Pour mieux faire connaître le personnage, il est décidé de faire paraître sa première histoire dans Showcase, l’équivalent pour DC Comics de ce qu’était Four Color chez Dell Comics.
Cette parution servira de tremplin au lancement d’une revue au nom du héros. Tout s’enchaine assez vite puisque deux mois seulement séparent la parution dans Showcase et le lancement de la revue Anthro. Mais celle-ci s’arrêtera au sixième numéro, faute semble-t-il d’avoir trouvé son public car trop adulte pour des enfants et trop enfantine pour de jeunes adultes. Restent 7 histoires et 167 planches qui valent mieux que l’oubli dans lequel elles sont confinées.

## Le thème
Anthro est une bande dessinée assez curieuse. C’est tout à la fois une œuvre d’humour et d’aventures sans que l’un ou l’autre aspect ne soit vraiment tranché. On passe ainsi de la grosse galéjade, soigner une carie à coup de burin par exemple, au drame, comme quand Lart, le petit frère du héros, se retrouve estropié. De même, le dessin de Howie Post tire vers le comique tout en gardant un certain réalisme.
Pareille combinaison peut aboutir au chef-d’œuvre ou laisser les lecteurs sur leur faim. Compte tenu de la notoriété très relative de cette série, il semble bien que l’histoire a donné raison à la deuxième hypothèse. Pourtant cette création n’est pas dénuée d’intérêt.
Anthro est un jeune adulte qui a aperçu une jeune femme qu’il trouve fort à son goût. Mais son père le sermonne en lui faisant valoir que celle-ci n’est peut-être qu’un appât d’un clan cannibale. Or des appâts, Embra - puisque tel est son nom - n’en manque pas !
Après quelques aventures, il s’avère qu’Embra est la fille du chef d’un Clan des Chevaux. Muni des présents nécessaires, Anthro va donc demander la main de sa fille à Thugg, le père. Ce dernier s’empresse d’accepter et lui accorde celle de sa fille aînée, Ita. Las ! Autant Embra a des rondeurs agréables, autant celles d’Ita le sont moins.
Il y a méprise certes, mais comment refuser ce qu’on vient de demander sans provoquer une crise internationale qui mettrait ce petit monde préhistorique à feu et à sang ?
Tel est le thème de cette série, laquelle se conclut par le mariage final d’Anthro et Embra, qui porte d’ailleurs leur enfant. C’est donc le début de la civilisation puisque Anthro est réputé être le premier Cro-Magnon sur Terre, bien qu’étant né de parents néanderthaliens (!).
Toutefois, dernière pirouette de l’auteur, Nima, une jeune femme du Clan des Ours a également des vues sur Anthro. Eternelles péripéties de l’amour !

## Les résurrections
Le personnage va revenir mais plus jamais (jusqu’à présent en tout cas) dans un rôle vedette. Sa tribu est télétransportée au XXXe siècle dans Crisis on Infinite Earths, on le voit donner un coup de main à Hawkman dans Booster Gold, s’associer avec Kamandi dans Final Crisis…
Bref, nous ne sommes plus du tout dans le contexte originel.

## Publications
Il est tenu compte ici que de la première série, la seule qui soit réellement conforme à l’esprit initial.

### Showcase
#74 12 mars 1968

1.	It Could Be You! – 24 planches

### Anthro
# 1er juillet 1968

2.	The Battle of the Sexes – 24 planches

# 2 septembre 1968

3.	Apes or Men? – 23 planches

# 3 novembre 1968

4.	Journey to the Island of Green – 24 planches

# 4 janvier 1969

5.	The Prophecy – 24 planches

# 5 mars 1969

6.	The River of No Return – 24 planches

# 6 juillet 1969

7.	The Marriage of Anthro – 24 planches